# 웃는 얼굴로 돌아보라
《웃는 얼굴로 돌아보라》는 2006년 7월 3일부터 2006년 11월 17일까지 KBS2에서 방영된 가족이라는 울타리 속에서 겪는 갈등과 화해, 일과 사랑 등을 가족애를 통해 극복하는 과정을 그린 한국방송공사 시트콤이다. 이 작품을 끝으로 일일시트콤이 한동안 폐지됐고 지나친 방송사 촬영 때문에 일부 시청자들로부터 비난을 샀으며 더 많은 시청자들과 소통하는 방법을 깨우치지 못한 연출자의 부덕 탓인지 시청률이 4.7%에 머물렀다.
한편, KBS 예능본부는 해당 프로그램에 앞서 2006년 3월 말부터 솔저 패밀리를 편성할 예정이었으나 방송시간대 미확정 등으로 무산됐다.
아울러, 이덕화 (이덕화 역)가 같은 채널 주말 대하드라마 대조영 촬영 도중 달리는 말에서 뛰어 마차로 옮겨타는 장면을 찍다가 마차가 부서지면서 바닥에 떨어져 전치 8주의 부상을 당하여 한동안 해당 프로그램에서 빠진 뒤 2006년 8월 16일부터 복귀했다.

## 등장 인물

### 주요 인물
- 이덕화 : 이덕화 역[6]
- 이혜영 : 고운비 역
- 김형일 : 육형일 역
- 박상면 : 이상면 역
- 우희진 : 이희진 역

### 그외 인물들
- 홍충민 : 홍수민 역
- 남보라 : 남보라 역
- 김효선 : 김효선 역
- 김성기 : 김차장 역
- 원상연 : 원부장 역
- 김산호 : PD 역
- 이승민 : 이승민 역
- 고도영 : 이도영 역
- 고니야 : 고니야 역
- 이지혜 : 이지혜 역

## 참고 사항
- 외주제작사인 김종학프로덕션은 해당 프로그램에 앞서 2004년 상반기 때 SBS에서 방영될 예정이었던 <싱글즈>를 통해 시트콤 제작에 참여할 예정이었으나[7] 이런저런 사정으로 무산됐다.